# (31494) Emmafreedman
(31494) Emmafreedman est un astéroïde de la ceinture principale.

## Description
(31494) Emmafreedman est un astéroïde de la ceinture principale. Il fut découvert le 12 février 1999 à Socorro (Nouveau-Mexique) par le projet LINEAR. Il présente une orbite caractérisée par un demi-grand axe de 2,27 UA, une excentricité de 0,19 et une inclinaison de 2,6° par rapport à l'écliptique.

## Compléments